# Бероја (митологија)
Бероја је у грчкој митологији било име више личности. 

## Митологија
1. Овидије ју је помињао у својим „Метаморфозама“. Наиме, љубоморна Хера је преузела лик или глас Семелине дојкиње, Бероје и наговорила је да захтева од свог љубавника Зевса да се пред њом појави у свој својој величини и моћи, што је проузроковало Семелину смрт.[1][2]
2. Према Вергилијевој „Енејиди“, била је Тројанка, удата за Дорикла, Енејиног пратиоца. Ирида је преузела њен лик када је наговорила жене да спале Енејине бродове на обалама Сицилије.[3]
3. Према Нону, била је кћерка Океана и Тетије. Посејдон и Дионис су се борили за њену руку. Поштована је у Феникији.[3] Била је Океанида, али је поистовећивана са нимфом Амимоном. Као њени могући родитељи помињу се и Адонис и Афродита, што је вероватно утицај локалних митова (и богова) у Феникији. Према предању, њеном рођењу присутвовало је више богова, попут Ејлејтије, Темиде и Хермеса, а чак се и природа радовала.[4] Према неким изворима, град Бејрут у Либану је добио назив по њој.[5]